# Dionisio Godoy
Dionisio Godoy (Almería, 1932) es un pintor, conferencista, escritor e investigador español. Se le considera uno de los acuarelistas más representativos de Almería y  España.
Es miembro del Instituto de Estudios Almerienses (IEA) y de diversas sociedades científicas, investigador y autor de artículos científicos. Su trayectoria como artista español figura en la Gran Enciclopedia de Andalucía y el Diccionario biográfico español (DB~e) de la Real Academia de la Historia (RAH). Sus obras son conocidas en diversos países de América y Europa.

## Biografía
Nació en el seno de una familia de artistas, ya que su abuelo fue el pintor Emiliano Godoy (1840-1912) y su padre, Rafael Godoy Pérez de Perceval (1888-1964), un miniaturista. Se inició desde muy joven en el arte, celebrando su primera exposición individual de óleos y acuarelas en la década de 1950, fecha en la cual tenía 22 años.
Participó en exposiciones colectivas de carácter nacional y es a partir de 1970, utilizando la técnica de la acuarela, cuando expone de forma continuada. Desde el año 1954, ha protagonizado más de 100 exposiciones colectivas y 60 individuales. Fundador de la revista de artes y letras Andarax. También fue miembro fundador del Ateneo de Almería, una agrupación cultural reformista de Almería que nació en la época del franquismo.
En 2015, la Diputación Provincial de Almería le rindió un homenaje a través del libro Un Romántico de la acuarela, una obra que recoge parte de su trayectoria como acuarelista. Asimismo, el Instituto de Estudios Almerienses (IEA) lanzó una publicación del artista a través de la historiadora María Dolores Durán. En este mismo año Godoy presentó su libro Diccionario biográfico de artistas almerienses 1800-1900, una obra que recopila la obra de 163 artistas siglo XIX y que fue presentado en la Biblioteca Francisco Villaespesa.
Felipe VI de España posee una de sus obras de acuarela titulada Cabeza de San Pablo ermitaño.

## Libros publicados
- 2015: Diccionario biográfico de artistas almerienses, 1800-1900. Fundación Unicaja. ISBN 978-84-92526-44-4.[11]
- 2008: Artistas andaluces en las exposiciones nacionales de bellas artes (1856-1936). Fundación Unicaja. ISBN 978-84-92526-10-9.[11]

## Premios y reconocimientos
- 1992: Arte y Arquitectura Jesús de Perceval, Casa de Almería en Barcelona.[4]
- 1977: Uva de Oro de la Casa Regional de Almería en Madrid.[4]